# 盆唐線
盆唐線（プンダンせん）は、大韓民国ソウル特別市城東区にある往十里駅から京畿道水原市八達区にある水原駅を結ぶ、韓国鉄道公社（KORAIL）の鉄道路線である。ラインカラーは●黄色。

## 概要
元はソウル特別市内から城南市にある盆唐新都市までを結ぶ路線として建設された路線で、全区間でワンマン運転を実施している。世界的に珍しい交流電化の地下鉄で、ほかのKORAILの路線と同じく左側通行である。
本来は盆唐（梧里） - 往十里間の同時開通を予定していたが、江南区内の工事計画が大幅に遅れた為、梧里 - 水西間が先行開業した。そのため、開業から2012年まではKORAILの他路線との接続がない飛地路線となっていた。
1995年に宣陵 - 水西間の工事は開始されたが、往十里 - 宣陵間は無期限延期となった。宣陵 - 水西間の開通予定は当初1998年、往十里 - 宣陵間の開通予定は2002年であったが、結局宣陵 - 水西間は2003年に開通しており、往十里 - 宣陵間は2004年に一歩遅れて着工され、2012年10月6日に開通した。
また、これとは別に、盆唐区以南の龍仁市の開発による需要の増加に備えるために、龍仁市水枝区、器興区を経て水原駅までの路線延長が計画された。梧里 - 水原間のうち宝亭駅は2004年11月26日に、竹田駅は2007年12月24日に開業。器興までの延伸区間は2011年12月28日に開通し、宝亭駅は車両基地内の地上駅から地下駅に移転された。器興 - 網浦間は2012年12月1日に開通し、最後の網浦 - 水原間は2013年11月30日に開通した。2020年9月12日には、水原駅に接続する水仁線との直通運転が開始された。

### 路線データ
- 車両基地：盆唐車両事業所（朝鮮語版）
- 閉塞方式：ATC
- 地上区間：往十里駅付近、竹田駅前後 計1.9km
- 走行方向：左側通行

## 沿革

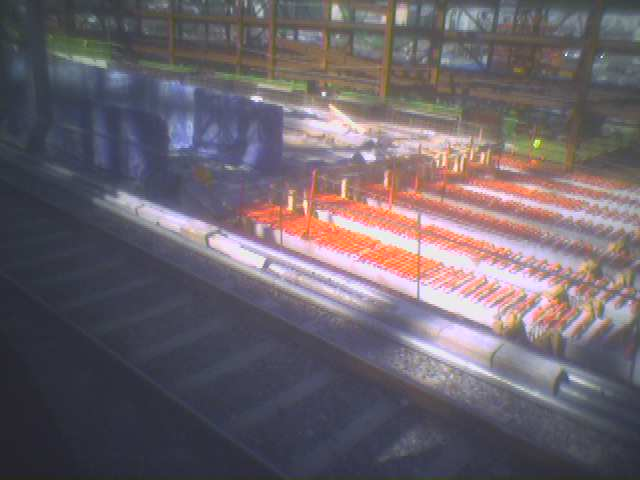
竹田駅工事現場

- 1994年9月1日 - 水西駅〜梧里駅間 (18.5km) 開業。
- 1996年11月23日 - 水西駅〜嘉泉大駅間に福井駅開業。
- 2003年9月3日 - 宣陵駅〜水西駅間 (6.6km) 開業。
- 2004年1月14日 - 野塔駅〜書峴駅間に二梅駅開業。
- 2004年9月24日 - 道谷駅〜開浦洞駅間に九龍駅開業。
- 2004年11月26日 - 梧里駅〜宝亭駅 (2.6km) 間開業。
- 2007年12月24日 - 梧里駅〜宝亭駅間に竹田駅が開業。
- 2009年1月1日 - ダイヤ改正により梧里駅折り返しだった列車が竹田駅折り返しとなる。
- 2011年12月28日 - 竹田駅〜器興駅 (5.9km) 間開業。宝亭駅を地下化。暻園大駅を嘉泉大駅に改称する。
- 2012年10月6日 - 往十里駅〜宣陵駅 (6.7km) が開業。
- 2012年12月1日 - 器興駅〜網浦駅 (7.3km) 間開業。
- 2013年11月30日 - 網浦駅〜水原駅 (6.1km) が開業。平日ラッシュ時に急行運転開始。
- 2018年12月31日 - 一部列車の清凉里駅への乗り入れを開始[3]。
- 2020年9月 - 水仁線の水原駅延伸とともに直通運転を開始し、首都圏電鉄水仁・盆唐線となる。

## 運行形態
上りは竹田行と往十里行があり、下りは竹田行と水原行がある。運行系統は、次のとおりである。
- 総運行回数：平日352本、週末・祝日280本
  - 往十里-水原：平日190本、週末・祝日：142本
  - 往十里-水原（急行）：平日8本
  - 往十里-竹田：平日136本、週末・祝日132本
  - 竹田-水原：平日18本、週末・祝日6本

深夜終電の時間帯に中間駅に留置される列車はなく、全て竹田駅到着後に車両基地に入庫する。
水原駅発の急行列車は平日朝ラッシュ時に5本、夕ラッシュ時に2本が、往十里発の急行列車は平日の朝ラッシュ時に2本、夕ラッシュ時に5本が運行されており、往十里 - 竹田までの各駅と、器興、網浦、水原市庁、水原に停車する。
ホームの有効長は、往十里・宣陵 - 梧里間は10両、それ以外の駅は8両分の長さがあるが、現在盆唐線のすべての電車は1編成6両で運行している。

## 車両
- 351000系電車（旧2000系電車）（交流型電車、6両編成）

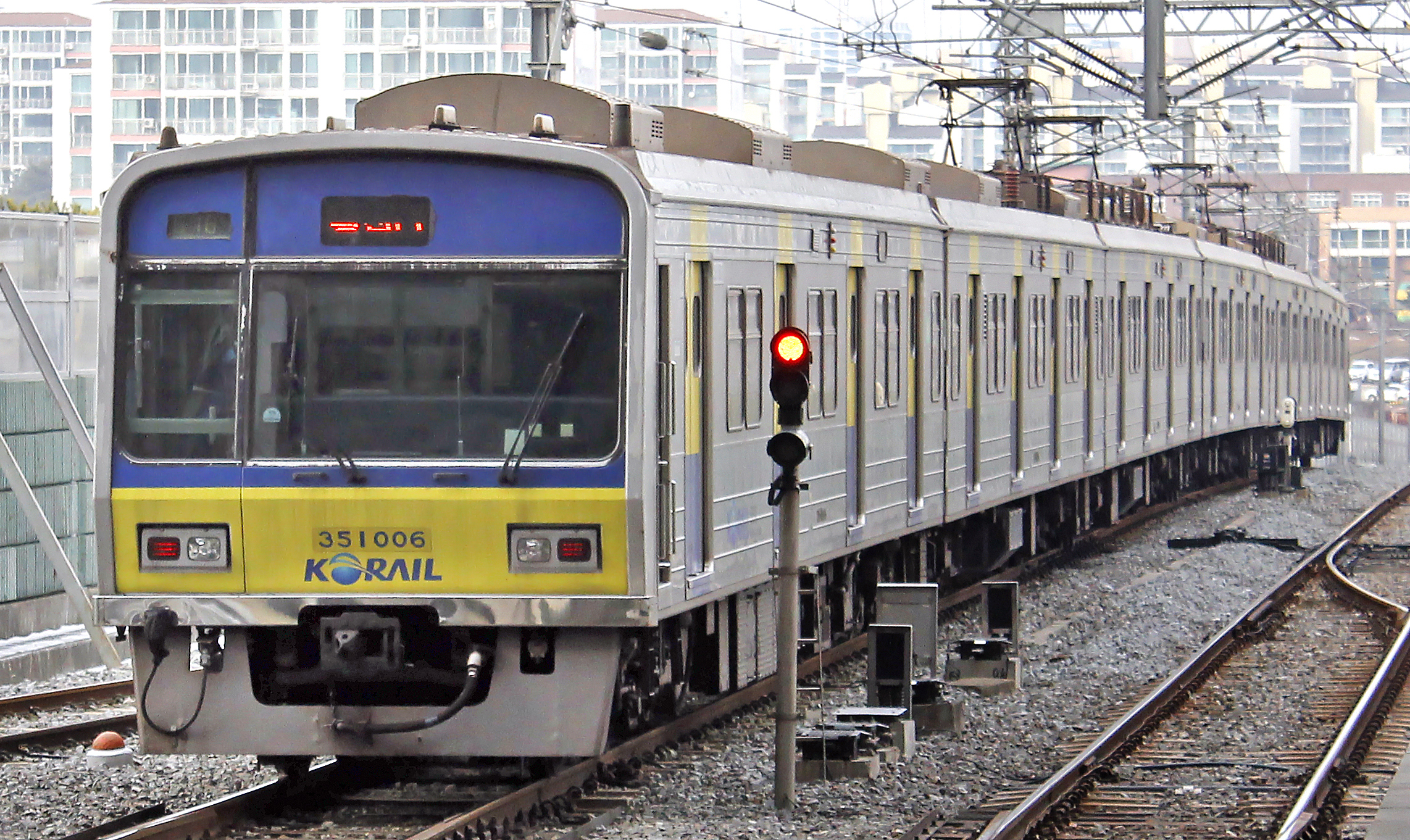
351000系1次車
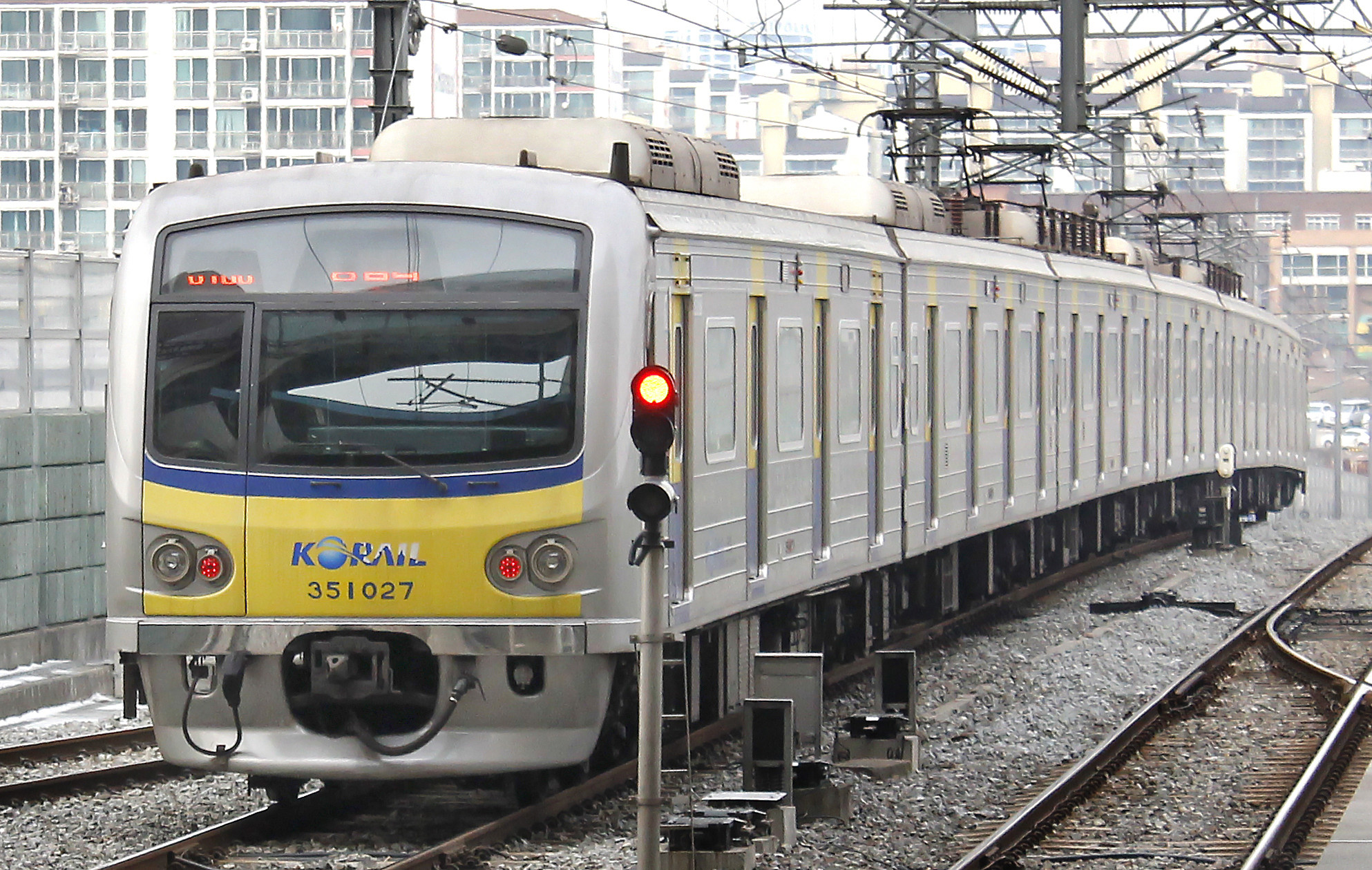
351000系2次車
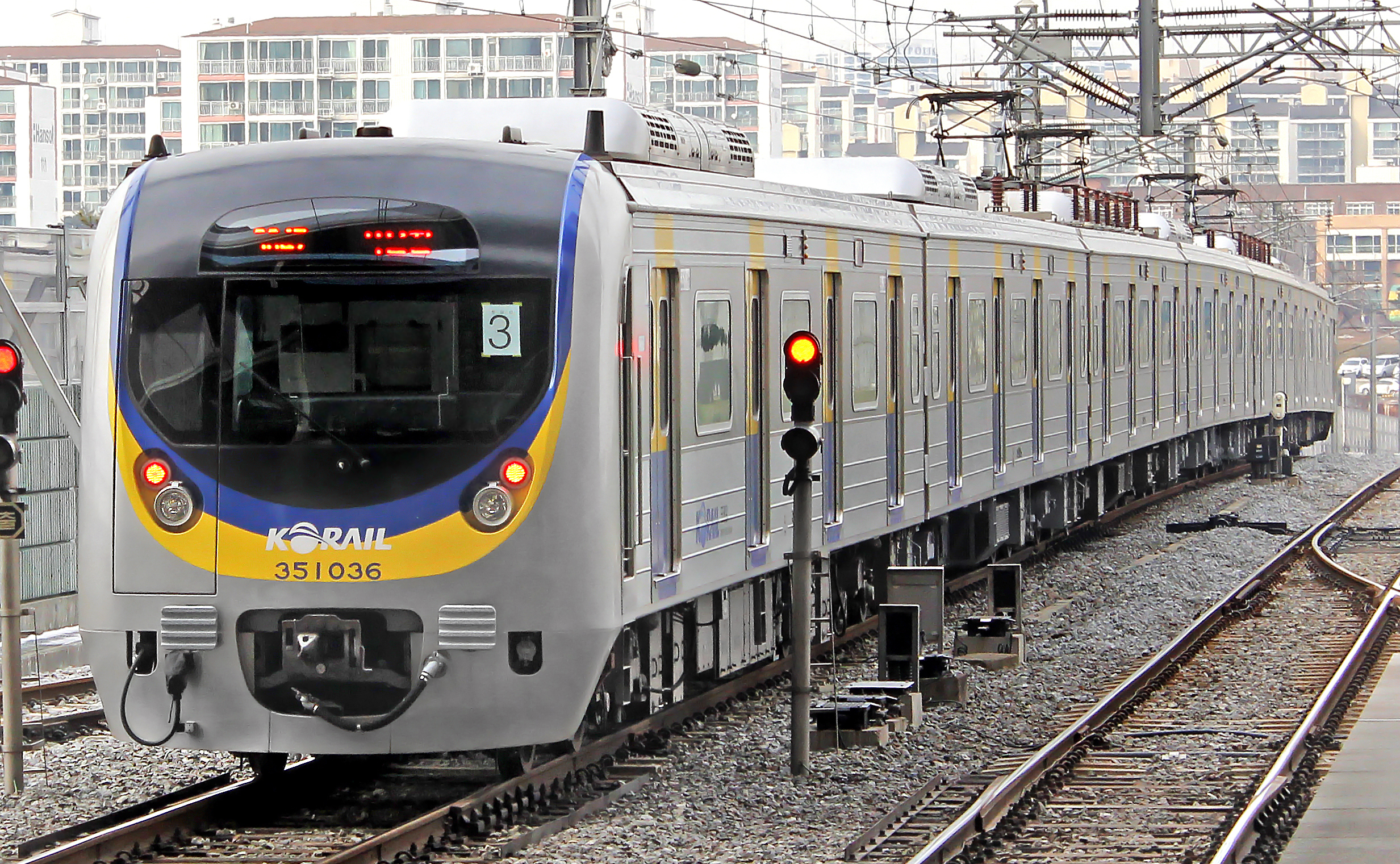
351000系3次車
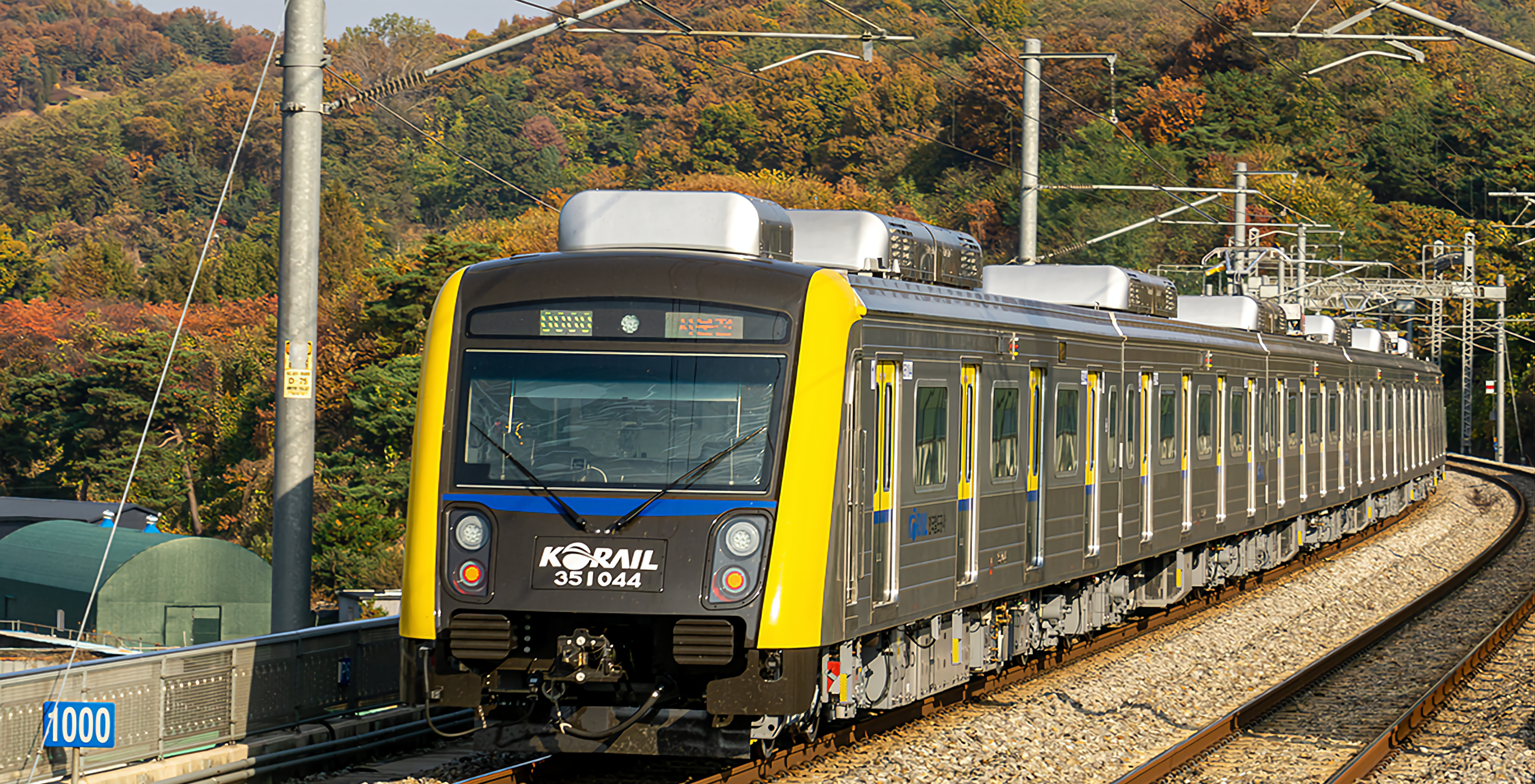
351000系4次車

## 諸問題

### 初期の騒音問題
最初の開業区間である水西〜梧里間は全区間が地下に建設されたが、コスト削減のため、道床をバラスト軌道ではなくスラブ軌道で敷設された。そのため、列車走行時の騒音が大きくなり、音がトンネル内で反響する状態となった。さらに線路が激しく摩耗され、溶接も不良だったため騒音はさらに拡大し、盆唐線は「騒音線」と揶揄されるなど批判を受けた。
この騒音は車内で会話の声がよく聞こえなかったり、前の駅で列車の発車音が聞こえるほどの状態であり、開通初期には騒音が100dBを記録するほどで、当時の鉄道庁に多くの苦情が寄せられた。その後対策として、ホームにフルスクリーンタイプのホームドアを設置したり、車両のVVVFインバータを東芝製GTOから宇進産電製IGBTに交換したり、新型車両を導入したことにより、騒音がある程度減少した。

### 需要予測の問題
一時期、同じく新都市（ニュータウン）へ向かう路線の一山線や果川線と共に赤字経営であり、需要予測に問題があったと指摘された。1997年当時、鉄道庁が保有する果川線、盆唐線、一山線の赤字規模はそれぞれ223億3700万ウォン、188億5000万ウォン、124億4400万ウォンだった。

### ソウル都心直通問題
盆唐線は京畿道城南市の住民がソウル特別市にアクセスするために計画された広域電鉄である。しかし、最初にソウル特別市の郊外にある水西から梧里までを部分開通したため、問題が発生した。
開業当初は、当時の盆唐線の始発駅である水西で3号線へ乗り換えることによりソウルの都心へアクセスが可能だった。ところが、当時の3号線の方面案内標識に「梧里」の表示があったために、一部利用者が「3号線と盆唐線が直通している」と誤解し、江南・盆唐新都市のマンションの分譲広告でもそのような誤表記があったため、利用者の混乱を招くこととなった。この背景には、当時のラインカラーが3号線・盆唐線共に同じ橙色を使用していたということもある。この事態は盆唐線が2003年に宣陵まで延伸するまで続いた。
1996年に8号線が開通し、福井駅から8号線に乗り換えが可能になることにより利用者が多少増加したが、8号線が遠回りをしているため、盆唐地区からソウル中心部への最短アクセスルートにはならず、城南市からソウル中心部に行くときは盆唐線より広域バスを利用する方が時間の面ではるかに有利であった。
これらの問題点を克服するために、盆唐線とは別に盆唐と江南地域・江北の中心地域を直通でさらに迅速に接続することができる新盆唐線が民間資本事業として推進され、現在第1段階区間が完成し、2・3段階の区間は建設中である。新盆唐線は盆唐の近くに新たに開発された板橋新都市の交通対策とも連携して建設されている。新盆唐線は既存の盆唐線に比べて表定速度が2倍程度速い。こうして盆唐区の亭子駅から江南駅にアクセスするのにかかる時間が40分から16分と大幅に短縮された。

### 駅新設問題

#### 道谷-水西間
当初、江南区内の道谷〜水西間には、途中の逸院洞と開浦洞に1駅ずつ中間駅を設置する予定だった。これは、付近は商業地域でもないうえに、集客効果を誘発するほどの要素もないと判断されたからである。しかし交通影響評価で、この区間に駅を追加しても大きな問題はないことが発表されると、江南区側は駅を増設することを要求し、鉄道庁がこの要望に対応した。
最終的に、この区間には大母山入口駅・開浦洞駅のほか、九龍駅を新設することに決まり、九龍駅は路線開通から1年遅れて完成し、営業を開始した。
しかし、これにより3つの駅は駅間距離が近くなり、前後駅に停車した列車の姿が見えたり、各駅の周辺案内図にも3つの駅が確認できるほどの状態となった。また、九龍駅付近で路線が急カーブを描いていることもあり、この区間の列車の表定速度も33.0km/hと、水西〜宝亭間（39.5km/h）に比べて遅くなった。2006年の統計で3駅の中で一番利用されている開浦洞駅より一日の利用客が少ない駅は大母山入口駅と九龍駅を抜いて35ヶ所しかない。
このため時間とエネルギー、税金などの無駄遣いという批判があるが、これは駅間の所要時間が非常に短く、他の交通手段が十分にあるのにもかかわらず地域の要望で建設されたため、利用する人が非常に少ないという現実が反映されたものである。

#### 牡丹-書峴間
盆唐線の2期区間の工事が行われる時点で、城南市盆唐区二梅洞の住民が書峴駅〜野塔駅の距離が長く、盆唐線の利用が不便だという理由を挙げて駅の新設を継続的に求めた結果、鉄道庁側は要求を受け入れ、二梅駅を2000年3月に着工し、2004年1月16日に開業させた。
城南市でも城南市庁の新庁舎（寿井区太平2洞から中院区麗水洞に移転）の建設前から牡丹〜野塔間に複数回、新駅を誘致するために関連機関との業務協議をしたが、区間の勾配、トンネル工法などの技術的な問題で駅の追加が難しいという意見が出ており、今でも着工すらない。

#### 盆唐車両事業所内の宝亭駅建設
当時の終点だった梧里駅と車両基地の盆唐車両事業所の距離はおよそ2.5kmとかなり離れていた。当時、途中の竹田駅は未開業だったため、盆唐線の利用に不便を訴えていた龍仁市駒城邑宝亭里（現：器興区宝亭洞）の住民の要望により、龍仁市に総額54億ウォンの建設費用のうち49億5千万ウォンを負担させ、盆唐車両事業所に隣接する形で宝亭駅臨時ホームを設置し、営業を開始した。
本来、宝亭駅は竹田駅が開通すれば廃止される予定であったが、住民の要望により竹田駅開業後も営業を続けた。しかし、2011年10月28日に開通した新盆唐線の車両を収容するため等の理由で、盆唐車両事業所を拡張することになったため、竹田-器興間延長開通とともに臨時駅舎を廃止し、300mほど南側の地下に宝亭駅を移転した。

### 延伸問題
- 竹田〜器興間は当初2009年7月に開通予定だったが、2年6ヶ月も遅れて2011年12月28日に開通した。
- 竹田〜器興間の開通が延期されたため、器興-水原間の工事も遅れて、直通運転する予定の水仁線の複線電鉄化工事も遅れている。
- 往十里〜清凉里間を単線で新たに建設し、一部列車の運転区間を延長しようという閔丙梪（朝鮮語版）国会議員の公約があり、実際に様々な方策が出てきているが、中央官庁での発表は特にない。

### 手抜き工事の問題
最初の開業区間である盆唐線の水西〜梧里間では、全区間が地下に建設されるため厳格な管理が必要だったにもかかわらず、鉄道庁は厳格な管理をしていなかったため、手抜き工事が進められて問題となった。同様に一山線・果川線などでもこのような問題が発見された。
第1の問題は、トンネルのコンクリートの手抜き工事である。壁面が非常に脆く、あちこちで水漏れなどの問題が発生するようになった。
第2の問題は、鉄道庁の不良管理である。盆唐線の建設当時、ダイナマイトを用いた掘削を行った。本来、発破時には警察や火薬の専門家の厳格な管理が必要だったが、実際の工事では火薬の専門家でない一般の建設業者が直接発破まで行うなど、大事故に繋がりかねない作業が行われていた。他にも、3m建ての鉄筋を使用するところで2m鉄筋と1m鉄筋を組み合わせて使用していたり、測定をでたらめに行った結果、一部でトンネルの形が歪んでいたなどの問題が発覚している。

### コンクリート枕木問題
2009年2月20日、盆唐線の2段階区間（宣陵-水西間）で軌道の横の部分のコンクリートに深刻な亀裂が発生したことが確認された。宣陵-ハンティ間だけでも40以上の亀裂が発生し、そのうちの大きいものは7mを超えるものもあった。問題が発生した原因は、盆唐線のコンクリート施工法が初めて試みられたために試行錯誤で行い、韓国鉄道技術公社による不適切な枕木の設計をしたためだと分かった。区間内の排水口から流れる水が枕木に流入しないように膨張剤を使用したが、この膨張剤が水を吸収したため膨張し、コンクリートにひび割れが発生した。鉄道施設公団は運行には問題がないと、問題が発生した区間のみの緊急措置を取ったがまだ安全性を確保することができない状態である。盆唐線は1段階区間工事時にも手抜き工事が行われており、2段階区間でも問題が発見され、後に延長された区間にもこのような問題が発生する可能性があるとして憂慮されている。

## 駅一覧
- ●：停車、▲：上りのみ設定、|：通過
- 緩行はすべての駅に停車するため省略。

| 駅番号                                                | 駅名                           | 駅名                          | 駅名                                   | 駅間キロ (km) | 累計キロ (km) | 駅 等級      | 駅種別         | 盆唐急行 | 接続路線 | 所在地       | 所在地   | 所在地   | 線籍上の路線名 |
| 駅番号                                                | 日本語                         | ハングル                      | 英語                                   | 駅間キロ (km) | 累計キロ (km) | 駅 等級      | 駅種別         | 盆唐急行 | 接続路線 | 所在地       | 所在地   | 所在地   | 線籍上の路線名 |
| ----------------------------------------------------- | ------------------------------ | ----------------------------- | -------------------------------------- | ------------- | ------------- | ------------ | -------------- | -------- | --- | ------------ | -------- | -------- | -------------- |
| K209                                                  | 清凉里駅                       | 청량리역                      | Cheongnyangni                          | 0.0           | -2.4          | 1級          | グループ代表駅 | ▲        | 韓国鉄道公社：中央本線（一般旅客列車）・ 京義・中央線・ 京春線・ 1号線（京元電鉄線） (124) · ソウル交通公社： 1号線（地下鉄1号線） (124) | ソウル特別市 | 東大門区 | 東大門区 | 京元本線       |
| K210                                                  | 往十里駅                       | 왕십리역                      | Wangsimni                              | 2.4           | 0.0           | 3級          | 普通駅         | ●        | 韓国鉄道公社： 京義・中央線 (K116) · ソウル交通公社： 2号線 (208)・ 5号線 (540)                                                          | ソウル特別市 | 城東区   | 城東区   | 京元本線       |
| K210                                                  | 往十里駅                       | 왕십리역                      | Wangsimni                              | 2.4           | 0.0           | 3級          | 普通駅         | ●        | 韓国鉄道公社： 京義・中央線 (K116) · ソウル交通公社： 2号線 (208)・ 5号線 (540)                                                          | ソウル特別市 | 城東区   | 城東区   | 盆唐線         |
| K211                                                  | ソウルの森駅                   | 서울숲역                      | Seoul Forest                           | 2.2           | 2.2           | 配置簡易駅   | 配置簡易駅     | ●        | | ソウル特別市 | 城東区   | 城東区   |                |
| K212                                                  | 狎鴎亭ロデオ駅                 | 압구정로데오역                | Apgujeongrodeo                         | 1.9           | 4.1           | 配置簡易駅   | 配置簡易駅     | ●        | | ソウル特別市 | 江南区   | 江南区   |                |
| K213                                                  | 江南区庁駅                     | 강남구청역                    | Gangnam-gu Office                      | 1.2           | 5.3           | 配置簡易駅   | 配置簡易駅     | ●        | ソウル交通公社： 7号線 (730) | ソウル特別市 | 江南区   | 江南区   |                |
| K214                                                  | 宣靖陵駅 (韓国科学 創意財団)   | 선정릉역 (한국과학 창의재단)  | Seonjeongneung (KOFAC)                 | 0.7           | 6.0           | 配置簡易駅   | 配置簡易駅     | ●        | ソウル交通公社： 9号線 (927) | ソウル特別市 | 江南区   | 江南区   |                |
| K215                                                  | 宣陵駅                         | 선릉역                        | Seolleung                              | 0.7           | 6.7           | 3級          | 普通駅         | ●        | ソウル交通公社： 2号線 (220) | ソウル特別市 | 江南区   | 江南区   |                |
| K216                                                  | ハンティ駅                     | 한티역                        | Hanti                                  | 1.0           | 7.7           | 無配置簡易駅 | 無配置簡易駅   | ●        | | ソウル特別市 | 江南区   | 江南区   |                |
| K217                                                  | 道谷駅                         | 도곡역                        | Dogok                                  | 0.7           | 8.4           | 無配置簡易駅 | 無配置簡易駅   | ●        | ソウル交通公社： 3号線 (344) | ソウル特別市 | 江南区   | 江南区   |                |
| K218                                                  | 九龍駅                         | 구룡역                        | Guryong                                | 0.6           | 9.0           | 簡易駅       | 無配置簡易駅   | ●        | | ソウル特別市 | 江南区   | 江南区   |                |
| K219                                                  | 開浦洞駅                       | 개포동역                      | Gaepo-dong                             | 0.7           | 9.7           | 無配置簡易駅 | 無配置簡易駅   | ●        | | ソウル特別市 | 江南区   | 江南区   |                |
| K220                                                  | 大母山入口駅                   | 대모산입구역                  | Daemosan                               | 0.6           | 10.3          | 無配置簡易駅 | 無配置簡易駅   | ●        | | ソウル特別市 | 江南区   | 江南区   |                |
| K221                                                  | 水西駅                         | 수서역                        | Suseo                                  | 3.0           | 13.3          | 3級          | 管理駅         | ●        | ソウル交通公社： 3号線(349) · SR：SRT水西平沢高速線 · 首都圏広域急行鉄道A路線（接続予定）                                                | ソウル特別市 | 江南区   | 江南区   |                |
| K222                                                  | 福井駅 (東ソウル大学)          | 복정역 (동서울대학)           | Bokjeong (Dong Seoul College)          | 3.2           | 16.5          | 配置簡易駅   | 配置簡易駅     | ●        | ソウル交通公社： 8号線 (820) | ソウル特別市 | 松坡区   | 松坡区   |                |
| K223                                                  | 嘉泉大駅                       | 가천대역                      | Gachon Univ.                           | 2.4           | 18.9          | 3級          | 配置簡易駅     | ●        | | 京畿道       | 城南市   | 寿井区   |                |
| K224                                                  | 太平駅                         | 태평역                        | Taepyeong                              | 1.0           | 19.9          | 3級          | 配置簡易駅     | ●        | | 京畿道       | 城南市   | 寿井区   |                |
| K225                                                  | 牡丹駅                         | 모란역                        | Moran                                  | 0.9           | 20.8          | 3級          | 配置簡易駅     | ●        | ソウル交通公社： 8号線 (826) | 京畿道       | 城南市   | 中院区   |                |
| K226                                                  | 野塔駅                         | 야탑역                        | Yatap                                  | 2.3           | 23.1          | 3級          | 配置簡易駅     | ●        | | 京畿道       | 城南市   | 盆唐区   |                |
| K227                                                  | 二梅駅 (城南アート センター)   | 이매역 (성남아트 센터)        | Imae (Seongnam Arts Center)            | 1.7           | 24.8          | 3級          | 無配置簡易駅   | ●        | | 京畿道       | 城南市   | 盆唐区   |                |
| K228                                                  | 書峴駅                         | 서현역                        | Seohyeon                               | 1.4           | 26.2          | 3級          | 配置簡易駅     | ●        | | 京畿道       | 城南市   | 盆唐区   |                |
| K229                                                  | 薮内駅 (韓国ジョブワールド)    | 수내역 (한국잡월드)           | Sunae (Korea Job World)                | 1.1           | 27.3          | 3級          | 配置簡易駅     | ●        | | 京畿道       | 城南市   | 盆唐区   |                |
| K230                                                  | 亭子駅                         | 정자역                        | Jeongja                                | 1.6           | 28.9          | 3級          | 配置簡易駅     | ●        | 新盆唐線（企業）・京畿鉄道： 新盆唐線 (D12)                                                                                              | 京畿道       | 城南市   | 盆唐区   |                |
| K231                                                  | 美金駅                         | 미금역                        | Migeum                                 | 1.8           | 30.7          | 3級          | 配置簡易駅     | ●        | 京畿鉄道： 新盆唐線 (D13) | 京畿道       | 城南市   | 盆唐区   |                |
| K232                                                  | 梧里駅                         | 오리역                        | Ori                                    | 1.1           | 31.8          | 3級          | 無配置簡易駅   | ●        | | 京畿道       | 城南市   | 盆唐区   |                |
| K233                                                  | 竹田駅 (檀国大)                | 죽전역 (단국대)               | Jukjeon (Dankook Univ.)                | 1.8           | 33.6          | 管理駅       | 管理駅         | ●        | | 京畿道       | 龍仁市   | 水枝区   |                |
| K234                                                  | 宝亭駅                         | 보정역                        | Bojeong                                | 1.3           | 34.9          | 配置簡易駅   | 配置簡易駅     | \|       | | 京畿道       | 龍仁市   | 器興区   |                |
| K235                                                  | 駒城駅                         | 구성역                        | Guseong                                | 1.6           | 36.5          | 配置簡易駅   | 配置簡易駅     | \|       | 首都圏広域急行鉄道A路線（GTX-A） | 京畿道       | 龍仁市   | 器興区   |                |
| K236                                                  | 新葛駅                         | 신갈역                        | Singal                                 | 1.6           | 38.1          | 配置簡易駅   | 配置簡易駅     | \|       | | 京畿道       | 龍仁市   | 器興区   |                |
| K237                                                  | 器興駅 (白南準 アートセンター) | 기흥역 (백남준 아트센터)      | Giheung (Nam June Park Art Center)     | 1.4           | 39.5          | 普通駅       | 普通駅         | ●        | 龍仁軽量電鉄： 龍仁軽電鉄 (Y110) | 京畿道       | 龍仁市   | 器興区   |                |
| K238                                                  | 上葛駅 (ルター大学校)          | 상갈역 (루터대학교)           | Sanggal (Luther Univ.)                 | 1.9           | 41.4          | 乙種代売所   | 乙種代売所     | \|       | | 京畿道       | 龍仁市   | 器興区   |                |
| K239                                                  | 清明駅                         | 청명역                        | Cheongmyeong                           | 2.8           | 44.2          | 乙種代売所   | 乙種代売所     | \|       | | 京畿道       | 水原市   | 霊通区   |                |
| K240                                                  | 霊通駅                         | 영통역                        | Yeongtong                              | 1.1           | 45.3          | 乙種代売所   | 乙種代売所     | \|       | | 京畿道       | 水原市   | 霊通区   |                |
| K241                                                  | 網浦駅                         | 망포역                        | Mangpo                                 | 1.5           | 46.8          | 普通駅       | 普通駅         | ●        | | 京畿道       | 水原市   | 霊通区   |                |
| K242                                                  | 梅灘勧善駅                     | 매탄권선역                    | MaetanGwonseon                         | 1.8           | 48.6          | 普通駅       | 普通駅         | \|       | | 京畿道       | 水原市   | 霊通区   |                |
| K243                                                  | 水原市庁駅 (京畿道文化の殿堂)  | 수원시청역 (경기도문화의전당) | Suwon City Hall (Gyeonggi Arts Center) | 1.4           | 50.0          | 普通駅       | 普通駅         | ●        | | 京畿道       | 水原市   | 勧善区   |                |
| K244                                                  | 梅橋駅                         | 매교역                        | Maegyo                                 | 1.4           | 51.4          | 普通駅       | 普通駅         | \|       | | 京畿道       | 水原市   | 八達区   |                |
| K245                                                  | 水原駅                         | 수원역                        | Suwon                                  | 1.5           | 52.9          | 1級          | 管理駅         | ●        | 韓国鉄道公社：京釜本線（一般旅客列車） · 1号線（京釜電鉄線） (P155) · 水仁線（直通運転） · 水原都市鉄道1号線（計画中）                   | 京畿道       | 水原市   | 八達区   |                |
| 盆唐急行は水仁線古索まで 緩行は水仁線仁川まで直通運転 |                                |                               |                                        |               |               |              |                |          | |              |          |          |                |

## 利用状況
| 区間                      | 2000年   | 2000年        | 2001年   | 2001年        | 2002年   | 2002年        | 2003年   | 2003年        |
| 区別                      | 区間総量 | 1駅あたり平均 | 区間総量 | 1駅あたり平均 | 区間総量 | 1駅あたり平均 | 区間総量 | 1駅あたり平均 |
| ------------------------- | -------- | ------------- | -------- | ------------- | -------- | ------------- | -------- | ------------- |
| 路線全体                  | 85516    | 7774          | 111073   | 10098         | 134545   | 12231         | 214466   | 13404         |
| 盆唐地域（梧里-野塔）     | 56423    | 9404          | 74811    | 12469         | 93044    | 15507         | 106337   | 17723         |
| 城南旧市街（牡丹-嘉泉大） | 25931    | 8644          | 31889    | 10630         | 36606    | 12202         | 40810    | 13604         |
| ソウル市内（福井-水西）   | 3161     | 1581          | 4371     | 2186          | 4894     | 2447          | 67318    | 9617          |

| 区間                      | 2004年   | 2004年        | 2005年   | 2005年        | 2006年   | 2006年        |
| 区別                      | 区間総量 | 1駅あたり平均 | 区間総量 | 1駅あたり平均 | 区間総量 | 1駅あたり平均 |
| ------------------------- | -------- | ------------- | -------- | ------------- | -------- | ------------- |
| 路線全体                  | 166230   | 8749          | 170824   | 8991          | 177452   | 9340          |
| 盆唐以南地域（宝亭-野塔)  | 101302   | 12663         | 103718   | 12965         | 107390   | 13424         |
| 城南旧市街（牡丹-嘉泉大） | 33242    | 11081         | 33248    | 11083         | 34340    | 11447         |
| ソウル市内（宣陵-水西）   | 31686    | 3961          | 33857    | 4232          | 35721    | 4465          |